# Скачкова, Ольга Михайловна
Ольга Михайловна Скачкова (1921—1993) — горный мастер шахты № 7-7-бис треста «Боковоантрацит» Луганского совнархоза, Герой Социалистического Труда.

## Биография
Родилась 18 июня 1921 года в городе Таганрог Донецкой губернии Украинской ССР (ныне — Ростовской области) в семье рабочего. Русская. В 1923 году семья переехала в поселок Боково-Антрацит (ныне — город Антрацит Луганской области). В 1937 году окончила 7 классов неполной средней школы при шахте № 8-9, в 1938 году — школу фабрично-заводского ученичества.
С марта 1939 года поступила работать на шахту № 8-9 камеронщицей. С началом Великой Отечественной войны, когда в сентябре 1941 года шахта была эвакуирована, осталась дома, вела домашнее хозяйство. В марте 1942 года добровольно ушла в Красную Армию, был вольнонаемной прачкой в одной из частей Южного фронта.
В октябре 1943 года, после выхода постановления о возвращении шахтёров на предприятия, вернулась на шахту. В декабре 1943 года была принята на шахту № 6-10 треста «Боковоантрацит» навалоотбойщиком. Организовала бригаду женщин-навалоотбойщиц из домохозяек. В феврале 1948 года переведена горным мастером на шахту № 8-9.
Член ВКП(б)/КПСС с 1946 года.
В 1957 году Постановлением Совета Министров СССР было запрещено применение труда женщин на подземных физических работах в горнодобывающей промышленности, но Скачкова продолжала спускаться в шахту.
Указом Президиума Верховного Совета СССР от 7 марта 1960 года в ознаменование 50-летия Международного женского дня, за выдающиеся достижения в труде и особо плодотворную общественную деятельность Скачковой Ольге Михайловне присвоено звание Героя Социалистического Труда с вручением ордена Ленина и золотой медали «Серп и Молот».
В дальнейшем ещё несколько лет работала под землёй: была подземным горным мастером, диспетчером, короткое время — телефонисткой на поверхности. В 1965 году перешла на шахту «Центральная» горным мастером участка вентиляционной службы. В апреле 1969 года вышла на пенсию.
С сентября 1976 года — пенсионер союзного значения. Жила в городе Антрацит. Скончалась в 1993 году. Похоронена на кладбище посёлка Нагорный города Антрацит.

## Награды
Награждена орденом Ленина (07.03.1960), медалями, в том числе «За трудовое отличие» (22.09.1953).